# Condado de New London
O Condado de New London (em inglês:  New London County) é um dos 8 condados do estado americano do Connecticut. Como todos os condados do Connecticut, o Condado de New London não possui função administrativa, nem uma sede de condado. Sua maior cidade é New London. Foi fundado em 1666.
O condado possui uma área de 1 999 km², dos quais 1 722 km² estão cobertos por terra e 277 km² por água, uma população de 274 055 habitantes, e uma densidade populacional de 159,1 hab/km² (segundo o censo nacional de 2010). É o quarto condado mais populoso do Connecticut.